# 進歩党事件
進歩党事件（しんぽとうじけん）は、第一共和国時代の大韓民国における進歩主義政党である進歩党の委員長・曺奉岩を初めとする幹部が、「北朝鮮（朝鮮民主主義人民共和国）のスパイと接触して、北朝鮮が主張している南北の平和統一を主張した」という嫌疑で逮捕・起訴され、曺奉岩が処刑された事件。1956年5月の大統領選挙で支持を大きく伸ばした曺奉岩に脅威をおぼえた李承晩大統領と与党・自由党が仕組んだとされている。2011年に大法院によって冤罪事件であったことが証明され、処刑された曺奉岩の名誉は回復された。

## 背景
1956年5月に行われた第三代大統領選挙に出馬した曺奉岩は、（政府与党の意を受けた）官憲によるあらゆる弾圧と不正選挙にもかかわらず、前回立候補（第二代大統領選挙）した時の3倍近くにあたる216万票余を獲得、民主党の大統領候補者であった申翼熙の逝去後、李承晩の政敵として頭角を現し始めた。
選挙後の同年11月10日、曺奉岩を中心とする進歩主義勢力は、社会主義的綱領及び政策を掲げた進歩党を結成。「革新政治の実現」、「収奪無き経済体制の確立」、「血を流さない平和方式による祖国の統一」という当時の韓国においては斬新なスローガンを掲げて、知識人、学生、勤労者、農民など各階層の支持を受けつつ徐々に組織を拡大し、活発な活動を展開した。進歩党事件はこうした政治的背景の下で発生した。

## 経緯

### 曺奉岩の逮捕と政党登録取消
1958年1月11日夜、警察は進歩党委員長曺奉岩、副委員長朴己出、金達鎬、幹事長尹吉重など党幹部10名余を国家保安法違反容疑で逮捕した。そして同年2月20日、陸軍特務部隊は、北朝鮮のスパイである梁明山が曺奉岩として接触して彼に北朝鮮共産党（朝鮮労働党）の政治資金を渡したと発表。2月25日には進歩党が北朝鮮の主張と同じ南北統一総選挙の実施を主張していることや、北朝鮮スパイとの接触などを理由に政党登録が政府によって取り消され、5月に予定されていた第四代国会議員総選挙を目前にして進歩党は非合法化された。
政府の登録取消決定に対し進歩党側は2月28日、「政党の存立は党が明示した綱領、政策によるのであって、一個人の行動が党の根本理念を左右することはできない」として、ソウル高等法院に対し行政処分停止の仮処分申請と行政処分取消申請を提訴した。

### 裁判そして処刑
7月2日の第一審判決では「進歩党が大韓民国の転覆と内乱を目的とする結社であるとみなすことは出来ず、同党の非合法化は政敵曺奉岩を除去しようとする自由党政権の政治的陰謀である｣との判決が下され、曺奉岩にスパイ幇助罪で懲役5年の判決が宣告されたものの国家転覆罪については無罪となり、彼以外の進歩党幹部全員に無罪判決が下された。この判決に対し自由党政権の庇護を受けた政治ヤクザである李丁載の手下達が「反共青年決起大会」と書かれたプラカードを掲げ、「容共判事柳秉震を打倒せよ」「曺奉岩一党にスパイ罪を適用して処罰せよ」等と叫びながらデモを行い裁判所を混乱させる事態が起こった。
第二審と大法院では曺奉岩と梁明山の両被告に対してそれぞれスパイ容疑で死刑が宣告、それ以外の被告については無罪が宣告された。そして、1959年7月30日、曺奉岩被告の再審請求も棄却され、翌31日、電撃的に死刑が執行された。
この事件の結果、平和統一を主張する声は急速に衰え、進歩主義勢力の活動は大きく萎縮することになった。

## 再審と名誉回復
進歩党事件は、5月に予定されていた総選挙を前に発生したため、事件当初から進歩党と曺奉岩の台頭を恐れた李承晩政権による冤罪であるとの見方が強かった。民主化後、事件に関する真相が徐々に明らかとなり、2011年1月の再審で無罪判決が言い渡された。

### 裁判後、明らかになった事実
事件から40年が経過した1999年8月、当時、事件の捜査にあたっていた捜査員の一人が「事件は当局によって捏造されたものである」と新聞社に証言した。それによると当時ソウル市警察局の捜査要員であった韓承格は「当時の景武台（現・青瓦台＝大統領官邸）から、曹奉岩を捕まえなければ李承晩大統領の再当選が不可能なので、どんな手を使ってでも捕まえろ、という指示を受けた」と証言、捜査過程では「上部から『進歩党をなくし、曺奉岩を殺すぐらいの事件を起こさねば、お前が死ぬぞ』という脅迫を受けた」ことも告白した。これまで状況証拠のみで語られてきた進歩党事件の真相が捜査関係者の証言で改めて裏付けられることとなった。

### 再審開始決定そして無罪判決
2010年10月29日、大法院は法院行政処長を除く最高裁判事全員による全員合議体（以下、合議体）を行い、既に死刑が執行された曺奉岩に対する再審を開始することを決定した。これは曺奉岩の長女を初めとする遺族達が2008年2月に行った再審請求に伴うものであるが、前年の2007年9月には真実和解委員会も同事件について「非道徳的、反人権的人権侵害であり政治弾圧である」として曺奉岩に対する謝罪と名誉回復、そのための措置を勧告していた。
再審の理由として合議体は「違法な捜査により起訴された」されたことをあげているが、合わせて「陸軍特務隊が軍人・軍属でもない一般人である曺奉岩を被疑者として捜査する権限がないにもかかわらず、尋問を行った行為は職権乱用に該当し違法である」との見方も示している。
2011年1月20日、大法院合議体は再審公判で、進歩党の綱領やスパイ容疑など、52年前の大法院法廷で自分たちが有罪と判断した部分を全て覆し、大法院判事13名全員一致で、曺奉岩に無罪判決を言い渡した。大法院は判決の中で「進歩党は社会民主主義を標榜し、資本主義経済の副作用点や矛盾点を指摘し、改善していこうとしたにすぎず、内乱を目的に結成されたとは考えられない。被告人に国家保安法違反を適用した判決はこれ以上維持できない」と述べ、また「北朝鮮の指令を受けスパイ行為をしたと判断できる証拠がない」として、曺奉岩に死刑判決が下される根拠となった容疑について否定した。